# Abdelmalek Abbes
Abdelmalek Abbes (en arabe : عبد المالك عباس) est un footballeur algérien né le 11 février 1991 à Sétif. Il évoluait au poste d'allier droit.

## Biographie
Il évolue en première division algérienne avec son club formateur le MC El Eulma. Il dispute 66 matchs en inscrivant 6 buts en Ligue 1.
Il participe à la Ligue des champions de la CAF en 2015 avec El Eulma, ou il dispute neuf matchs dans cette compétition en inscrivant deux buts.
Il décide en 2015 de prendre sa retraite footballistique après avoir passé seulement quatre saison au sein du MC El Eulma à l'âge de 24 ans.